# Brattsbacka
Brattsbacka är en by i Nordmalings kommun i södra Västerbottens län, i landskapet Ångermanland, som ligger längs Stambanan genom övre Norrland mellan Långsele och Vännäs. Närmaste småorter utmed byvägen är Norrfors i väster och Nyåker i öster. 
Enligt Brattsbackabygdens historia del 1 så nämns byn för första gången i skrift 1500, en Olof Ersson i Brassebacka förekommer. I en skattelängd från 1535 återfinns Sven Olsson, son till Olof Ersson.  Genom bland annat försäljning av skinn till Sveriges konung går det att följa personerna i byn. När skattelängder börjar föras avtecknar sig en bild av en mycket liten by som under åren bebos av en eller två familjer. 
Byn benämns i skrifterna som fjällbygden vilket speglar att den på 1500-talet ansågs som avlägsen. 
Namnet förändras under åren och varianter som Brattesback, Bråsesbacka och Vångsjö förekommer.